# Erős Róbert
Erős Róbert (franciául: Robert le Fort), (820 körül – 866. július 2.) a Szajna és a Loire közötti terület grófja, a Capeting-ház őse.
Róbert Kopasz Károly nyugati frank királyt szolgálta, és bátor katonaként sikerült féken tartania a Loire menti településeken garázdálkodó normannokat. 865-ben Róbert nagy győzelmet aratott a normannok felett, ezért 866 elején Károly Neustria őrgrófjává nevezte ki, de még az évben életét vesztette egy újabb, a normannokkal vívott csatában. Két fia, Odó és Róbert is nyugati frank király lett, és 987-től folyamatosan az ő utódai uralkodtak a franciák fölött.